# Arcanator orostruthus
Arcanator orostruthus là một loài chim trong họ Modulatricidae, đặc hữu Mozambique và Tanzania. Nó cũng là loài duy nhất của chi Arcanator.
Loài này có sự phân bố đứt đoạn, trong một vài dãy núi, bao gồm núi Mabu cùng các dãy núi Usambara và Udzungwa. Nó sinh sống trong các môi trường rừng miền núi ẩm ướt và rậm rạp. Cũng có thể tìm thấy nó trong các ổ lá gần suối, nơi nó tìm kiếm thức ăn là sâu bọ.